# Sandra Shine
Sandra Shine (Budapest, 9 settembre 1981) è un'attrice pornografica e regista pornografica ungherese.

## Biografia
Cresciuta a Budapest con la madre e un fratello maggiore.
A quindici anni iniziò a fare la modella per stilisti, poi, divenuta maggiorenne, decise di diventare una modella di nudo per un maggiore profitto. All'inizio fece servizi da sola, poi con altre ragazze. Nel 2001 divenne Pet of the Month per il numero di febbraio. Nel 2002 ha avuto una parte nel film Reality 6 – Dangerous Games e, sempre per Penthouse, è stata nuovamente Pet of the Month per il numero di agosto 2003.
Ha girato i suoi primi film pornografici nel 2001, in seguito ha lavorato soprattutto per produzioni di Viv Thomas e in scene di lesbismo, con attrici come Zsanett Égerházi, Sophie Moone, Jordan Maze e Anetta Keys.
Gli unici due suoi lavori con un partner maschile sono un servizio fotografico softcore, fatto ad inizio carriera, con due uomini e un'altra ragazza e un video intitolato Interview with a Sex Maniac in cui copula con il suo fidanzato nella vita reale. Appare sempre col suo fidanzato nel video Sandra Goes Wild, senza però avere con lui rapporti sessuali completi.

## Filmografia

### Attrice
- Barely Legal 17 (2001)
- No Man's Land European Edition 1 (2001)
- Rocco: Animal Trainer 7 (2001)
- ALS Scan 36 (2002)
- Hot Showers 2 (2002)
- Legal Skin 5 (2002)
- Porno Veline Belle e Porcelline (2002)
- Private Reality 6: Dangerous Games (2002)
- Private Reality 9: Do Not Disturb (2002)
- 100% Strap-On (2003)
- Anal Addicts 11 (2003)
- Art of Kissing 1 (2003)
- Buffy Malibu's Nasty Girls 30 (2003)
- Campus Confessions 7 (2003)
- Dirty Girlz 2 (2003)
- Girl + Girl 1 (2003)
- Girls on Girls 1 (2003)
- Girls On Parade (2003)
- Good Girls Doing Bad Things 2 (2003)
- Leg Affair 1 (2003)
- No Man's Land 39 (2003)
- North Pole 39 (2003)
- Private Reality 13: Explosive Women (2003)
- Pussy Foot'n 4 (2003)
- Pussy Foot'n 6 (2003)
- Young Sluts, Inc. 11 (2003)
- Alien Love Fantasy (2004)
- At Your Service (2004)
- Finger Licking Good 1 (2004)
- Football Fantasies (2004)
- Girls on Girls 2 (2004)
- Give Me Pink 340 (2004)
- Hardcore Sex in the City 1 (2004)
- Ladies in Lust (2004)
- Lady Lust 2 (2004)
- Les Babez 1 (2004)
- Our Movie (2004)
- Reality Porn Series 2 (2004)
- Return of Sandy (2004)
- Russian Institute: Lesson 1 (2004)
- Russian Institute: Lesson 3 (2004)
- Sex Ambassador (2004)
- Sleeping with the Enemy (2004)
- Sticky Fingers 1 (2004)
- Teagan: Erotique (2004)
- All About Eve (2005)
- Aria's Secret Desires (2005)
- Art of Love (2005)
- Babes.TV 4 (2005)
- Blue Light (2005)
- Bodies in Motion (2005)
- Caught Masturbating 1 (2005)
- Climax Collection (2005)
- Dance on Fire (2005)
- Darkside (2005)
- De-Briefed 1 (2005)
- Exxxtraordinary Euro Babes 2 (2005)
- Give Me Pink 339 (2005)
- Hotel Bliss (2005)
- Intoxicated (2005)
- Jack's Teen America 5 (2005)
- Leg Action 2 (2005)
- Les Babez 3 (2005)
- Les Babez 4 (2005)
- Lesglam 1 (2005)
- Lez-Mania 1 (2005)
- Lip's Toes and Hose (2005)
- Marvelous (2005)
- Mayfair's Private Practice (2005)
- Pink Velvet 3 (2005)
- Posh Kitten (2005)
- Sandy's Girls 2 (2005)
- Six Days With Vera 1 (2005)
- Sophie's Wet Dreams (2005)
- Sorority Spy 3 (2005)
- Strap it On 1 (2005)
- Three's Cumpany (2005)
- Viv's Dream Team Girls (2005)
- Age of Amazons 2: Ancients Land (2006)
- Buffalo '69 (2006)
- Butterfly (2006)
- Da Vagina Code (2006)
- Girls of Amateur Pages 10 (2006)
- Lesbian Fever 1 (2006)
- Lesbian Fever 2 (2006)
- Lesglam 2 (2006)
- McKenzie Made (2006)
- No Boys, No Toys 1 (2006)
- Sandy Agent Provocateur (2006)
- Wet TShirt Contest (2006)
- Ass-Jacked 6 (2007)
- Give Me Pink 2 (2007)
- Interview with a Sex Maniac (2007)
- Italian Sexy Paradise 1 (2007)
- Luxury Lovers: Lesbian Edition (2007)
- Pink on Pink 1 (2007)
- Pleasure Bound (2007)
- Red Hot MILFs 2 (2007)
- Young Hot And Bothered (2007)
- ATK Galleria 6: Girls Only (2008)
- Be My First 1 (2008)
- Girl on Girl 3 (2008)
- My Euro Sex Vacation 2 (2008)
- My Space 3 (2008)
- No Man's Land: Girls in Love (2008)
- Sex with Eve Angel (2008)
- UK vs Europe (2008)
- Barefoot Dildo Lovers (2009)
- Bound In The USA (2009)
- Lesbian Encounters (2009)
- Lick It: Leg Addicted Girls (2009)
- Sex with Sandra Shine (2009)
- Budapest 1 (2010)
- Budapest 2 (2010)
- Party of One 1 (2010)
- Prim and Improper (2010)
- Secrets 3 (2010)
- Self Service Sex 3 (2010)
- Strap This Baby on for Size (2010)
- Budapest 4 (2011)
- Budapest 5 (2011)
- Budapest 6 (2011)
- Budapest 7 (2011)
- I Dream of Jo 1 (2011)
- Naked Impulses 1 (2011)
- Naked Impulses 2 (2011)
- Simply Shine (2011)
- Story of She 1 (2011)
- Young And Curious 4 (2011)
- All Over My Ass (2012)
- Budapest 10 (2012)
- Budapest 9 (2012)
- Hot Wet Lesbians (2012)
- Lesbian Playmates 1 (2012)
- Simply The Best (2012)
- Stockings And Lace 1 (2012)

### Regista
- Lip's Toes and Hose (2005)